# عصب جناحي وحشي
العصب الجناحي الوحشي أو الظاهر (باللاتينية: Nervus pterygoideus externus) هو العصب المغذي للعضلة الجناحية الظاهرة . في كثير من الأحيان ينشأ مع العصب الشظوي، ولكن يمكن ان ينشأ بشكل منفصل من التقسيم الأمامي لعصب الفك السفلي. العصب يدخل إلى عمق سطح العضلات.

## روابط خارجية
- "Topographic anatomy of the mandibular nerve branches distributed on the two heads of the lateral pterygoid". Int J Oral Maxillofac Surg. ج. 32 ع. 4: 408–13. 2003. DOI:10.1054/ijom.2002.0382. PMID:14505626. مؤرشف من الأصل في 2019-01-02.